# 리구리아인
리구리아인(영어: Ligures 또는 Ligurians, 이탈리아어: liguri)은 오늘날의 이탈리아 북서부 지역인 리구리아라고 명명된 고대 부족들의 이름이다.
로마 시대 이전에 리구리아인들이 점령했고, 오늘날 이탈리아의 주인 리구리아주, 피에몬테주 남쪽과 토스카나주 북서부, 그리고 이탈리아 지역에 속해 있는 프랑스 알프마리팀주도 점령했다. 그러나 일반적으로 기원전 2000년경에 리구리아인은 이탈리아 북서부 대부분, 투스카니 북부 전체(아르노강 북쪽에 있는 부분), 오늘날의 카탈루냐(이베리아 반도 북동쪽 모서리) 일부를 포함하여 훨씬 더 넓은 지역을 차지했다고 추정된다.
고대 리구리아어에는 알려진 기록이나 비문이 없어서 알려진 것이 거의 없다. 따라서 고대 리구리아 사람들이 원래 어디에서 왔는지 알 수 없기 때문에 자생적 기원이 점점 더 가능성이 높다. 어떤 사람들은 그것이 전인도유럽계였을 것이라고 주장했다. 어떤 사람들은 켈트족과의 연관성을 생각하지만, 켈트족 문화가 매우 늦게 도착한다는 점을 감안하면 어느 정도 시대착오적이다. 더욱이, 알파인 호수 내부의 구호 지역에 거주하는 남부 유럽의 이탤릭체 인구와 프랑스 평원에 거주하는 서유럽 인구 사이에는 아무런 관련이 없다. 바르강과 알프스 기후조차도 근본적으로 다른 중요한 민족-문화적 경계로 간주된다. 고대의 신비한 알파벳으로 된 수많은 비문이 리구리아 전역에서 발견된다. 이 날짜는 주로 BC 6~3년 사이이다. 이러한 판화의 대부분은 비석에 만들어진다.

## 같이 보기
- 리구리아주
- 제노바